# Drargua
Drargua (o Drarga) è un comune del Marocco ubicato nella prefettura di Agadir-Ida ou Tanane, nella regione di Souss-Massa.
La città è conosciuta anche come ad-Drārkah.